# Box-office France 2023
Cet article présente le box-office en France au cours de l'année 2023.

## Films sortis en 2023 ayant dépassé1 000 000 de spectateurs
| Class. | Titre                                                        | Pays                                                  | Réalisateur                            | Box-Office France |
| ------ | ------------------------------------------------------------ | ----------------------------------------------------- | -------------------------------------- | ----------------- |
| 1      | Super Mario Bros. le film                                    |                                                       | Aaron Horvath et Michael Jelenic       | 7 375 873         |
| 2      | Barbie                                                       |                                                       | Greta Gerwig                           | 6 024 173         |
| 3      | Astérix et Obélix : L'Empire du Milieu                       |                                                       | Guillaume Canet                        | 4 622 711         |
| 4      | Oppenheimer                                                  |                                                       | Christopher Nolan                      | 4 523 770         |
| 5      | Alibi.com 2                                                  |                                                       | Philippe Lacheau                       | 4 277 971         |
| 6      | Wonka                                                        |                                                       | Paul King                              | 3 744 133         |
| 7      | Les Gardiens de la Galaxie Vol. 3                            |                                                       | James Gunn                             | 3 604 845         |
| 8      | Les Trois Mousquetaires : D'Artagnan                         |                                                       | Martin Bourboulon                      | 3 432 815         |
| 9      | Élémentaire                                                  |                                                       | Peter Sohn                             | 3 310 408         |
| 10     | Indiana Jones et le Cadran de la destinée                    | James Mangold                                         | 3 049 043                              |                   |
| 11     | Wish : Asha et la Bonne Étoile                               | Chris Buck, Fawn Veerasunthorn                        | 2 836 633                              |                   |
| 12     | Mission impossible : Dead Reckoning                          | Christopher McQuarrie                                 | 2 621 892                              |                   |
| 13     | Les Trois Mousquetaires : Milady                             |                                                       | Martin Bourboulon                      | 2 576 308         |
| 14     | Creed III                                                    |                                                       | Michael B. Jordan                      | 2 388 938         |
| 15     | Fast and Furious 10                                          | Louis Leterrier                                       | 2 380 889                              |                   |
| 16     | La Pat' Patrouille : La Super Patrouille, le film            |                                                       | Cal Brunker                            | 2 311 785         |
| 17     | Aquaman et le Royaume perdu                                  |                                                       | James Wan                              | 2 079 674         |
| 18     | Spider-Man: Across the Spider-Verse                          | Kemp Powers, Joaquim Dos Santos et Justin K. Thompson | 1 929 481                              |                   |
| 19     | Chasse gardée                                                |                                                       | Antonin Fourlon et Frédéric Forestier  | 1 924 712         |
| 20     | Anatomie d'une chute                                         | Justine Triet                                         | 1 907 902                              |                   |
| 21     | 3 Jours max                                                  | Tarek Boudali                                         | 1 898 935                              |                   |
| 22     | La Petite Sirène                                             |                                                       | Rob Marshall                           | 1 827 389         |
| 23     | Migration                                                    | Benjamin Renner                                       | 1 807 513                              |                   |
| 24     | En eaux très troubles                                        | Ben Wheatley                                          | 1 772 124                              |                   |
| 25     | Hunger Games : La Ballade du serpent et de l'oiseau chanteur | Francis Lawrence                                      | 1 761 103                              |                   |
| 26     | Napoléon                                                     |                                                       | Ridley Scott                           | 1 661 080         |
| 27     | Miraculous, le film                                          |                                                       | Jeremy Zag                             | 1 646 431         |
| 28     | Ant-Man et la Guêpe : Quantumania                            |                                                       | Peyton Reed                            | 1 642 676         |
| 29     | Le Garçon et le Héron                                        |                                                       | Hayao Miyazaki                         | 1 599 925         |
| 30     | Babylon                                                      |                                                       | Damien Chazelle                        | 1 505 989         |
| 31     | Les Trolls 3                                                 | Walt Dohrn                                            | 1 485 000                              |                   |
| 32     | Les SEGPA au ski                                             |                                                       | Ali Bougheraba et Hakim Bougheraba     | 1 369 549         |
| 33     | Killers of the Flower Moon                                   |                                                       | Martin Scorsese                        | 1 268 628         |
| 34     | La Tresse                                                    |                                                       | Lætitia Colombani                      | 1 264 504         |
| 35     | La Nonne : La Malédiction de Sainte-Lucie                    |                                                       | Michael Chaves                         | 1 203 182         |
| 36     | Tirailleurs                                                  |                                                       | Mathieu Vadepied                       | 1 200 709         |
| 37     | Scream VI                                                    |                                                       | Matt Bettinelli-Olpin et Tyler Gillett | 1 189 970         |
| 38     | Donjons et Dragons : L'Honneur des voleurs                   | Jonathan Goldstein et John Francis Daley              | 1 188 151                              |                   |
| 39     | Gran Turismo                                                 | Neill Blomkamp                                        | 1 168 434                              |                   |
| 40     | Je verrai toujours vos visages                               |                                                       | Jeanne Herry                           | 1 165 205         |
| 41     | Le Règne animal                                              | Thomas Cailley                                        | 1 160 322                              |                   |
| 41     | Transformers: Rise of the Beasts                             |                                                       | Steven Caple Jr.                       | 1 137 427         |
| 43     | Mon crime                                                    |                                                       | François Ozon                          | 1 103 673         |
| 44     | Sur les chemins noirs                                        | Denis Imbert                                          | 1 060 069                              |                   |
| 45     | John Wick : Chapitre 4                                       |                                                       | Chad Stahelski                         | 1 054 488         |

## Films sortis en 2023 ayant dépassé 500 000 spectateurs
| Class. | Titre                                           | Pays                                         | Réalisateur                        | Box-Office France |
| ------ | ----------------------------------------------- | -------------------------------------------- | ---------------------------------- | ----------------- |
| 46     | Second Tour                                     |                                              | Albert Dupontel                    | 979 636           |
| 47     | Les Petites Victoires                           | Mélanie Auffret                              | 946 194                            |                   |
| 48     | The Fabelmans                                   |                                              | Steven Spielberg                   | 934 626           |
| 49     | Equalizer 3                                     | Antoine Fuqua                                | 907 220                            |                   |
| 50     | Une année difficile                             |                                              | Éric Toledano et Olivier Nakache   | 901 332           |
| 51     | The Flash                                       |                                              | Andrés Muschietti                  | 897 849           |
| 52     | Pattie et la Colère de Poséidon                 |                                              | David Alaux                        | 874 125           |
| 53     | Five Nights at Freddy's                         |                                              | Emma Tammi                         | 861 000           |
| 54     | Sacrées momies                                  |                                              | Juan Jesús García Galocha          | 856 503           |
| 55     | L'Abbé Pierre : une vie de combats              |                                              | Frédéric Tellier                   | 849 061           |
| 56     | Les As de la jungle 2 : Opération tour du monde | Laurent Bru, Yannick Moulin, Benoît Somville | 830 657                            |                   |
| 57     | La Vie pour de vrai                             |                                              | Dany Boon                          | 812 281           |
| 58     | Bernadette                                      |                                              | Léa Domenach                       | 809 654           |
| 59     | Le Manoir Hanté                                 |                                              | Justin Simien                      | 788 060           |
| 60     | Mystère à Venise                                |                                              | Kenneth Branagh                    | 780 727           |
| 61     | The Creator                                     |                                              | Gareth Edwards                     | 777 970           |
| 62     | The Marvels                                     | Nia DaCosta                                  | 771 705                            |                   |
| 63     | L'Exorciste : Dévotion                          | David Gordon Green                           | 766 541                            |                   |
| 64     | Jeanne du Barry                                 |                                              | Maïwenn                            | 764 480           |
| 65     | Les Blagues de Toto 2 : Classe verte            | Pascal Bourdiaux                             | 696 786                            |                   |
| 66     | 10 jours encore sans maman                      | Ludovic Bernard                              | 681 074                            |                   |
| 67     | L'Amour et les Forêts                           | Valérie Donzelli                             | 668 272                            |                   |
| 68     | Jeff Panacloc : À la poursuite de Jean-Marc     | Pierre-François Martin-Laval                 | 652 968                            |                   |
| 69     | Insidious: The Red Door                         |                                              | Patrick Wilson                     | 647 280           |
| 70     | Sage-Homme                                      |                                              | Jennifer Devoldère                 | 628 552           |
| 71     | Le Consentement                                 | Vanessa Filho                                | 616 851                            |                   |
| 72     | Ninja Turtles: Teenage Years                    |                                              | Jeff Rowe et Kyler Spears          | 616 642           |
| 73     | Saw X                                           | Kevin Greutert                               | 611 263                            |                   |
| 74     | Evil Dead Rise                                  | Lee Cronin                                   | 610 835                            |                   |
| 75     | Blue Beetle                                     | Angel Manuel Soto                            | 580 849                            |                   |
| 76     | La Chambre des merveilles                       |                                              | Lisa Azuelos                       | 556 338           |
| 77     | Le Royaume de Naya                              |                                              | Oleh Malamuzh et Oleksandra Ruban  | 550 316           |
| 78     | Suzume                                          |                                              | Makoto Shinkai                     | 543 466           |
| 79     | Les Vengeances de Maître Poutifard              |                                              | Pierre-François Martin-Laval       | 530 646           |
| 80     | Titanic (ressortie remasterisée)                |                                              | James Cameron                      | 520 864           |
| 81     | La Main                                         |                                              | Danny Philippou, Michael Philippou | 520 622           |
| 82     | Les Déguns 2                                    |                                              | Cyrille Droux, Claude Zidi Jr.     | 506 470           |
| 83     | La Syndicaliste                                 | Jean-Paul Salomé                             | 500 162                            |                   |

## Records par semaine
|             | Titre                                  | Pays      | Réalisateur                      | Entrées   |
| ----------- | -------------------------------------- | --------- | -------------------------------- | --------- |
| 1re semaine | Astérix et Obélix : L'Empire du Milieu |           | Guillaume Canet                  | 1 882 686 |
| 2e semaine  | Super Mario Bros. le film              |           | Aaron Horvath et Michael Jelenic | 1 536 556 |
| 3e semaine  | Super Mario Bros. le film              | 1 416 779 | Aaron Horvath et Michael Jelenic |           |
| 4e semaine  | Super Mario Bros. le film              | 1 079 046 | Aaron Horvath et Michael Jelenic |           |
| 5e semaine  | Super Mario Bros. le film              | 520 061   | Aaron Horvath et Michael Jelenic |           |
| 6e semaine  | Barbie                                 |           | Greta Gerwig                     | 397 083   |
| 7e semaine  | Barbie                                 | 247 292   | Greta Gerwig                     |           |
| 8e semaine  | Élémentaire                            |           | Peter Sohn                       | 122 674   |
| 9e semaine  | Élémentaire                            | 85 299    | Peter Sohn                       |           |
| 10e semaine | Élémentaire                            | 103 027   | Peter Sohn                       |           |
| 11e semaine | Élémentaire                            | 63 394    | Peter Sohn                       |           |
| 12e semaine | Élémentaire                            | 23 767    | Peter Sohn                       |           |
| 13e semaine | Élémentaire                            | 24 247    | Peter Sohn                       |           |
| 14e semaine | Élémentaire                            | 25 460    | Peter Sohn                       |           |
| 15e semaine | Élémentaire                            | 21 544    | Peter Sohn                       |           |
| 16e semaine | Élémentaire                            | 18 068    | Peter Sohn                       |           |
| 17e semaine | Élémentaire                            | 15 000    | Peter Sohn                       |           |
| 18e semaine | Élémentaire                            | 25 280    | Peter Sohn                       |           |
| 19e semaine | Élémentaire                            | 34 731    | Peter Sohn                       |           |

## Total des entrées
| Mois         | Entrées         |
| ------------ | --------------- |
| Janvier      | 15,05 millions  |
| Février      | 18,20 millions  |
| Mars         | 15,77 millions  |
| Avril        | 19,01 millions  |
| Mai          | 14,26 millions  |
| Juin         | 9,93 millions   |
| Juillet      | 18,38 millions  |
| Août         | 15,91 millions  |
| Septembre    | 8,78 millions   |
| Octobre      | 13,86 millions  |
| Novembre     | 15,11 millions  |
| Décembre     | 16,50 millions  |
| Total annuel | 180,76 millions |

## Box-office par semaine
| #  | Date (à partir du) | Film no 1                                                    | Pays                 | Entrées   |
| -- | ------------------ | ------------------------------------------------------------ | -------------------- | --------- |
| 1  | 4 janvier 2023     | Avatar : La Voie de l'eau                                    |                      | 1 632 499 |
| 2  | 11 janvier 2023    | Avatar : La Voie de l'eau                                    | 1 126 548            |           |
| 3  | 18 janvier 2023    | Avatar : La Voie de l'eau                                    | 719 221              |           |
| 4  | 25 janvier 2023    | Avatar : La Voie de l'eau                                    | 514 002              |           |
| 5  | 1 février 2023     | Astérix et Obélix : L'Empire du Milieu                       | Drapeau de la France | 1 882 686 |
| 6  | 8 février 2023     | Alibi.com 2                                                  | Drapeau de la France | 1 098 888 |
| 7  | 15 février 2023    | Alibi.com 2                                                  | Drapeau de la France | 1 007 416 |
| 8  | 22 février 2023    | Alibi.com 2                                                  | Drapeau de la France | 798 133   |
| 9  | 1 mars 2023        | Creed III                                                    |                      | 1 105 921 |
| 10 | 8 mars 2023        | Creed III                                                    | 503 413              |           |
| 11 | 15 mars 2023       | Creed III                                                    | 385 517              |           |
| 12 | 22 mars 2023       | Sur les chemins noirs                                        | Drapeau de la France | 438 142   |
| 13 | 29 mars 2023       | Je verrai toujours vos visages                               | Drapeau de la France | 282 292   |
| 14 | 5 avril 2023       | Super Mario Bros. le film                                    |                      | 1 866 914 |
| 15 | 12 avril 2023      | Super Mario Bros. le film                                    | 1 536 566            |           |
| 16 | 19 avril 2023      | Super Mario Bros. le film                                    | 1 416 779            |           |
| 17 | 26 avril 2023      | Super Mario Bros. le film                                    | 1 079 046            |           |
| 18 | 3 mai 2023         | Les Gardiens de la Galaxie Vol. 3                            |                      | 1 323 124 |
| 19 | 10 mai 2023        | Les Gardiens de la Galaxie Vol. 3                            | 705 970              |           |
| 20 | 17 mai 2023        | Fast and Furious 10                                          | 1 140 846            |           |
| 21 | 24 mai 2023        | La Petite Sirène                                             | 582 814              |           |
| 22 | 31 mai 2023        | Spider-Man: Across the Spider-Verse                          | 550 808              |           |
| 23 | 7 juin 2023        | Transformers: Rise of the beasts                             | 451 052              |           |
| 24 | 14 juin 2023       | The Flash                                                    | 388 700              |           |
| 25 | 21 juin 2023       | Élémentaire                                                  | 426 818              |           |
| 26 | 28 juin 2023       | Indiana Jones et le Cadran de la destinée                    | 1 089 875            |           |
| 27 | 5 juillet 2023     | Miraculous, le film                                          |                      | 660 421   |
| 28 | 12 juillet 2023    | Mission impossible : Dead Reckoning                          |                      | 930 141   |
| 29 | 19 juillet 2023    | Barbie                                                       |                      | 1 680 499 |
| 30 | 26 juillet 2023    | Barbie                                                       | 1 245 470            |           |
| 31 | 2 août 2023        | Barbie                                                       | 946 747              |           |
| 32 | 9 août 2023        | Barbie                                                       | 620 413              |           |
| 33 | 16 août 2023       | Barbie                                                       | 450 250              |           |
| 34 | 23 août 2023       | Barbie                                                       | 397 083              |           |
| 35 | 30 août 2023       | Equalizer 3                                                  |                      | 378 764   |
| 36 | 6 septembre 2023   | Anatomie d'une chute                                         |                      | 191 392   |
| 37 | 13 septembre 2023  | La Nonne : La Malédiction de Sainte-Lucie                    |                      | 464 102   |
| 38 | 20 septembre 2023  | La Nonne : La Malédiction de Sainte-Lucie                    | 262 795              |           |
| 39 | 27 septembre 2023  | The Creator                                                  | 262 507              |           |
| 40 | 4 octobre 2023     | Bernadette                                                   |                      | 267 041   |
| 41 | 11 octobre 2023    | La Pat' Patrouille : La Super Patrouille, le film            |                      | 646 799   |
| 42 | 18 octobre 2023    | La Pat' Patrouille : La Super Patrouille, le film            | 465 082              |           |
| 43 | 25 octobre 2023    | 3 Jours max                                                  |                      | 872 669   |
| 44 | 1 novembre 2023    | Le Garçon et le Héron                                        |                      | 702 835   |
| 45 | 8 novembre 2023    | Five Nights at Freddy's                                      |                      | 493 993   |
| 46 | 15 novembre 2023   | Hunger Games : La Ballade du serpent et de l'oiseau chanteur |                      | 613 191   |
| 47 | 22 novembre 2023   | Napoléon                                                     |                      | 764 419   |
| 48 | 29 novembre 2023   | Wish : Asha et la Bonne Étoile                               |                      | 628 897   |
| 49 | 6 décembre 2023    | Wish : Asha et la Bonne Étoile                               | 395 036              |           |
| 50 | 13 décembre 2023   | Wonka                                                        |                      | 787 846   |
| 51 | 20 décembre 2023   | Wonka                                                        | 591 666              |           |
| 52 | 27 décembre 2023   | Wonka                                                        | 971 060              |           |